# Raoul Michau
Raoul Michau, peintre français né en 12 mai 1897 à Tours (Indre-et-Loire) et décédé en 1981 à Paris. Connu surtout pour son tableau de 1948 "La bataille des pommes de terre", qui fait partie des collections au Centre Pompidou, il pourrait être décrit comme un surréaliste indépendant.

## Formation
Parmi ses maîtres figure l'artiste russe Podgoursky. Michau a vécu pendant six ans en Chine, puis a fait le tour du monde avant de revenir s'installer en France.[réf. nécessaire]

## Publications
Michau s'imposait comme praticien d'un art de mondes ambigus, au sens multiples[Interprétation personnelle ?], de collages à la fois physiques et virtuels, dont il dessinait la théorie dans une publication de 1968: Les Collages De Peinture Ou Pictocollages. Raoul Michau. Leonardo, Volume 1, Number 3, July 1968, pp. 253-264, édité par The MIT Press.

## Oeuvres
Plusieurs oeuvres sont visibles à la Chapelle Notre Dame d'Esperance à Étables-sur-Mer en Bretagne: le vitrail (1972), les ex-voto en marbre, "la fresque" (en fait, un tableau marin abstrait), et le tableau "Le Christ de la Jeunesse".